# Траси-сюр-Мер
Траси́-сюр-Мер (фр. Tracy-sur-Mer) — коммуна во Франции, находится в регионе Нижняя Нормандия. Департамент коммуны — Кальвадос. Входит в состав кантона Ри. Округ коммуны — Байё.
Код INSEE коммуны — 14709.

## Население
Население коммуны на 2010 год составляло 357 человек.
| 1962 | 1968 | 1975 | 1982 | 1990 | 1999 | 2010 |
| ---- | ---- | ---- | ---- | ---- | ---- | ---- |
| 213  | 225  | 207  | 217  | 252  | 240  | 357  |

## Экономика
В 2010 году среди 201 человека трудоспособного возраста (15—64 лет) 153 были экономически активными, 48 — неактивными (показатель активности — 76,1 %, в 1999 году было 69,0 %). Из 153 активных жителей работали 138 человек (77 мужчин и 61 женщина), безработных было 15 (5 мужчин и 10 женщин). Среди 48 неактивных 12 человек были учениками или студентами, 23 — пенсионерами, 13 были неактивными по другим причинам.